# Stefan Hornbach
Stefan Hornbach (* 1986 in Speyer) ist ein deutscher Autor und Schauspieler.

## Leben
Stefan Hornbach studierte Schauspiel an der Akademie für Darstellende Kunst Baden-Württemberg in Ludwigsburg und Literarisches Schreiben am Deutschen Literaturinstitut Leipzig. Als Schauspieler gastierte er u. a. am Theater Osnabrück, Theater Chemnitz, Kosmos Theater Wien, Schauspiel Stuttgart und Theater Heidelberg. Hornbach gewann 2015 den Osnabrücker Dramatikerpreis für sein Theaterstück Über meine Leiche, das u. a. am Deutschen Theater Berlin im Rahmen der Autorentheatertage sowie am Burgtheater, Theater Osnabrück und Schauspielhaus Bochum aufgeführt wurde. 2021 wurde Stefan Hornbachs Debütroman Den Hund überleben veröffentlicht und mit dem Literaturpreis der Jürgen Ponto-Stiftung ausgezeichnet.

## Literarische Werke
- 2015: Über meine Leiche. Theaterstück.[13]
- 2017: Schwalbenkönig. Theaterstück.[14]
- 2018: Reise ins Unendliche – Zum Mittelpunkt der Erde. Theaterstück nach dem Roman von Jules Verne.[15]
- 2018: Volksfest. Stückentwicklung mit dem Mannheimer Stadtensemble.[16]
- 2019: Plan(et) B. Theaterstück.[17]
- 2021: Den Hund überleben. Roman. Carl Hanser Verlag,[18] ISBN 978-3-446-27078-7

## Auszeichnungen
- 2015: Osnabrücker Dramatiker:innenpreis für Über meine Leiche[19]
- 2016: Schiller-Gedächtnis-Förderpreis des Landes Baden-Württemberg für Über meine Leiche[20][21]
- 2016: Publikumspreis des Nachwuchs-Wettbewerbs am Theater Drachengasse in Wien für You’re just jealous[22]
- 2021: Literaturpreis der Jürgen Ponto-Stiftung zur Förderung junger Künstler für seinen Debütroman Den Hund überleben[23]
- 2022: Literaturstipendium des Landes Baden-Württemberg[24] für Den Hund überleben
- 2023: Literaturstipendium der Stadt Chemnitz[25]
- 2023: Stipendium der Villa Kamogawa, Kyoto[26]

## Filmografie
- 2014: Das Smoothie, Regie: J. Heinemann
- 2015: Gut und Böse, Regie: Maria von Heland
- 2018: Flüchtige Gestalten, Regie: Till Cöster
- 2020: Reprise, Regie: Kenji Ouellet

## Hörspiele (Auswahl)
- 2017: Über meine Leiche – Regie: Steffen Moratz (Hörspielbearbeitung – MDR)
- 2018: Michel Decar, Jakob Nolte: Das Tierreich (Lennart Nowak) – Regie: Michel Decar (Hörspielbearbeitung – Deutschlandradio)
- 2021: Den Hund überleben – Verlag: Hörbuch Hamburg – Gelesen von Pascal Houdus